# Carl Robert Jakobson
Carl Robert Jakobson (též pseudonymem Linnutaja, 26. července 1841 – 19. března 1882) byl estonský národní buditel, spisovatel, novinář a pedagog.
Jeho osvícenské názory vznikly během jeho pobytu v Petrohradě (1863–1871), kde byl profesorem na gymnasiu. V roce 1878 počal vydávat a redigovat noviny „Sakala“, jež kritizovaly feudální řád, stanovisko statkářů a pastorů.
Revolučně demokratické tendence se zřetelně projevuje ve světovém názoru Karla Jakobsona v posledních letech jeho života. Snažil se dokázat zákonitost revoluce tezemi Rousseauovy „společenské smlouvy“. Povstání lidových mas jsou spravedlivou pomstou za porušování společenské smlouvy vládnoucími třídami. Tyto myšlenky hlásal na stránkách novin „Sakala“ a ospravedlňoval myšlenku boje koloniálních národů proti anglickému imperialismu, povstání balkánských národů proti tureckému panství a boj Čechů proti německému útlaku.
Podobizna Carla Roberta Jakobsona byla vyobrazena na líci bankovky 500 estonských korun.